# 木下光輝
木下 光輝（きのした みつてる、1977年4月8日 - ）は、日本のタレント、俳優である。
愛知県出身。キリンプロ所属。
自主映画や演劇に参加する際は我月光輝（わつき こうき）の芸名で参加する事もある。

## 人物・来歴
ミステリー作家の乙一とも交流があり、居候していた時期もあり、乙一の本名である安達寛高名義で自主映画の制作にも参加、2004年には『ゴーストは小説家が好き』で第5回宝塚映画祭・映像コンクールに上位入選作品の主役もしている。
名古屋を拠点とした劇団、劇団あおきりみかんとも劇団の創設時からの関わりがある
自主映画制作集団 Good Griefの作品で茂手木桜子とも共演している

## 出演

### 舞台
- アルジャーノンに花束を（2006年）

### 映画
- 手を握る泥棒の物語（2004年、角川）

### CM
- NTT東日本（2006年）
- ANA シカゴ線PR（2006年）
- 日清食品 カップヌードル、UFO、どん兵衛（2006年）